# أنجيوتنسيناميد
أنجيوتنسيناميد (بالإنجليزية: Angiotensinamide)‏ ويعرف بالاسم التجاري أنجيوتنسيناميد (بالإنجليزية: Angiotensinamide)‏ هو دواء  يستخدم كمنبه لعضلة القلب.